# Билинская, Анна
А́нна-Мари́я Били́н(ь)ская-Богдано́вич (пол. Anna Maria Bilińska-Bohdanowicz, Bilińska-Bohdanowiczowa; 8 декабря 1854, Златополь, Киевская губерния — 18 апреля 1893, Варшава, Царство Польское) — польская художница. Представительница реалистического направления, испытала влияние импрессионизма. Чаще всего работала в жанре портрета, но также писала натюрморты, жанровые сценки и пейзажи.

## Жизнь и творчество
Анна Билинская родилась в семье врача-поляка в Киевской губернии, где прошло и её детство. Позднее жила с отцом в глубине России. Первым её учителем рисования в Вятке был ссыльный польский художник М. Э. Андриолли.
В 1875-1877 годах Билинская училась в варшавской консерватории. В 1877 году она поступила в класс рисунка художника Войцеха Герсона. С этого времени художница начала выставлять свои работы в варшавском Товариществе защиты произведений искусства. Начиная с 1882 года она много путешествовала, посетила Мюнхен, Вену, Зальцбург, побывала в Италии. Изучала живопись в парижской Академии Жюлиана. В Париже художница провела много лет.
В 1884 году Анна Билинская дебютировала в парижском Салоне. Художница выставлялась в Салоне и в последующие годы: в 1885, 1887, 1892. В период с 1886 по 1892 год преподавала в Академии Жюлиана. Картины Билинской выставлялись в Королевской академии искусств в Лондоне (1889). На Всемирной выставке в Париже (1889) ей была присуждена серебряная медаль (за Автопортрет). В 1891 году на Международной художественной выставке в Берлине художница завоевала малую золотую медаль.
В 1892 году Анна Билинская вышла замуж за врача Антона Богдановича. С мужем возвращается в Варшаву, чтобы открыть школу для женщин, стремящихся стать художницами. Сотрудничал с журналом «Kłosy».
18 апреля 1893 года Анна умирает от болезни. В замужестве Анна пробыла всего несколько месяцев. Похоронена на старом кладбище в Повонзках. Муж позднее издал книгу под названием «Анна Билинская: женщина, полька и художница в свете ее дневника и отзывов мировой прессы». Он похоронен рядом с женой.

## Галерея

Примеры произведений
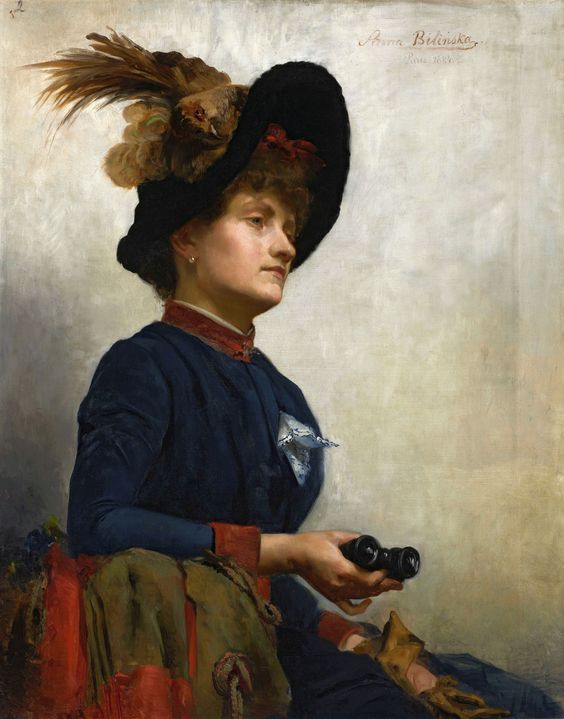
Дама с лорнетом (1884)
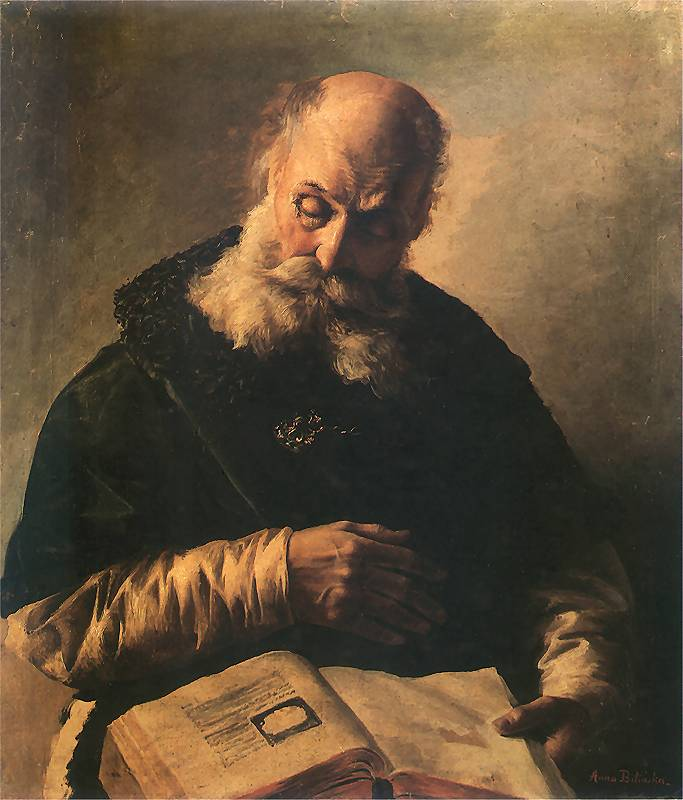
Старик с книгой
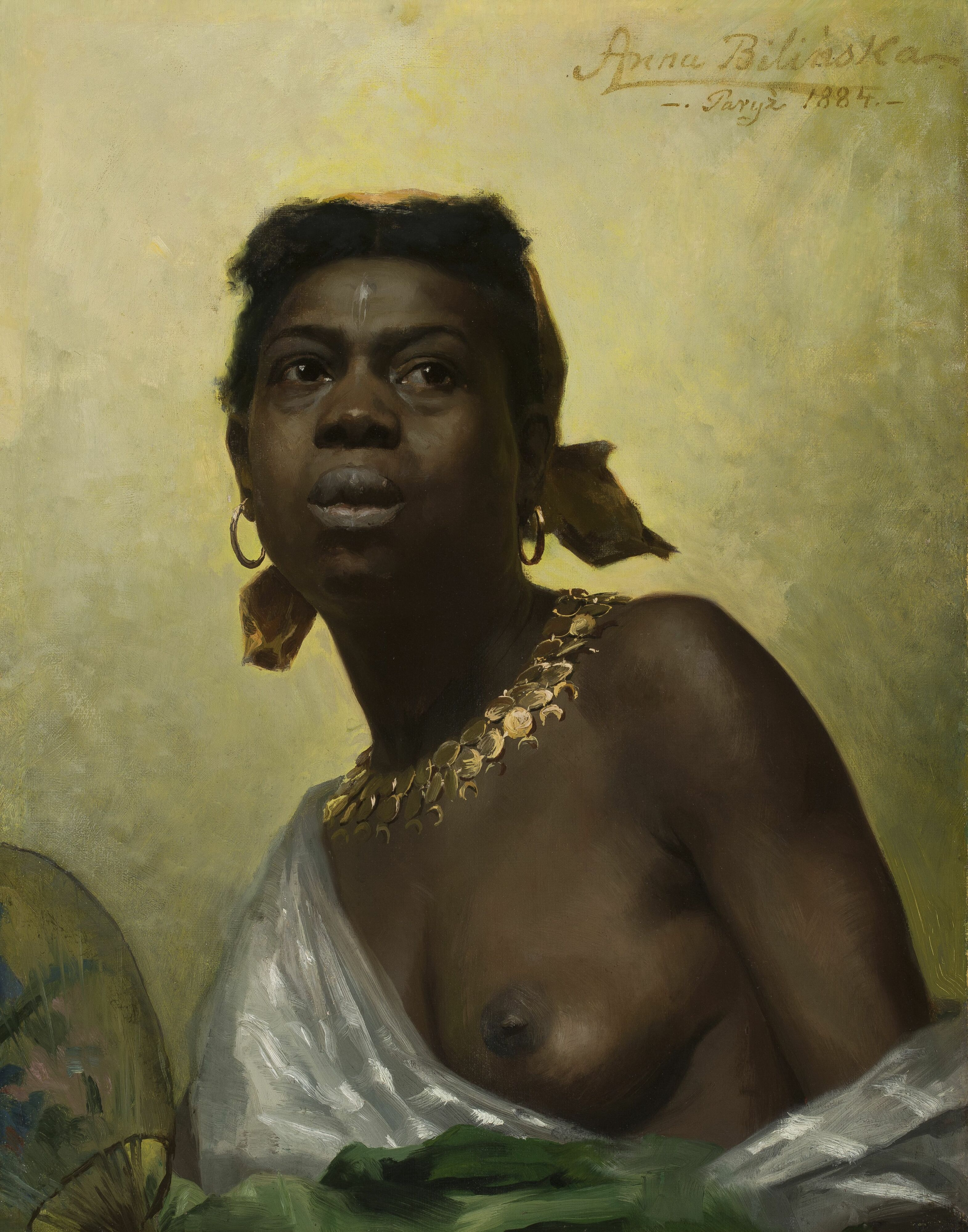
Негритянка (1884)
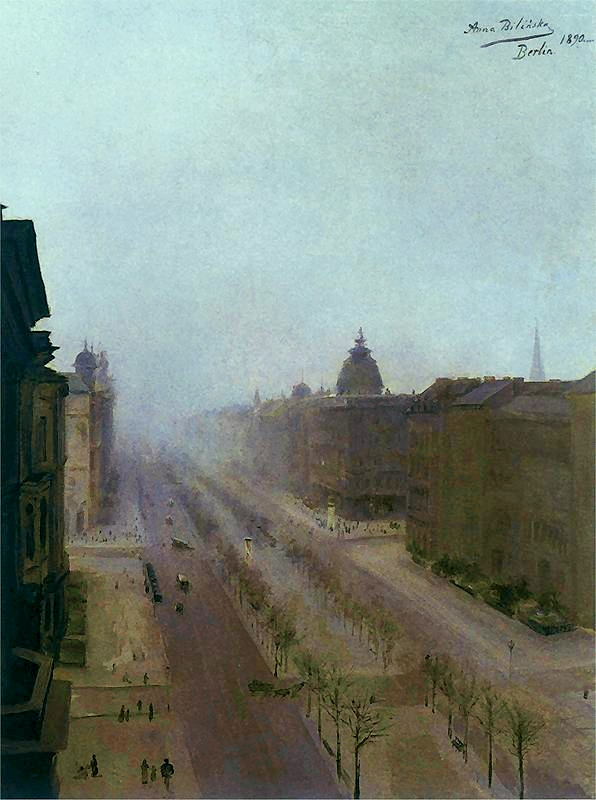
Унтер-ден-Линден (1890)